# Mohammad Zia ul-Haq
Mohammad Zia ul-Haq, född 12 augusti 1924 i Jalandhar, Punjab, nuv. Indien, död 17 augusti 1988 vid Bahawalpur, Punjab, var en pakistansk militär och politiker. Pakistans president och diktator 1978–1988.

## Biografi
Zia ul-Haq, då generalstabschef, grep makten i Pakistan genom en statskupp 1977. Premiärministern Zulfikar Ali Bhutto fängslades och avrättades 1979 på Zia ul-Haqs personliga order efter att denne mot sitt nekande vid en farsartad rättegång dömts för mord på en politisk motståndare. Under Zia ul-Haqs tid vid makten blev Pakistan i praktiken en militärdiktatur med en politik som syftade till att göra Pakistan till en islamsk republik. Vid flera tillfällen utlovade han fria val, vilket dock aldrig infriades.  Han omkom i en flygolycka 1988.